# Henryk Nostitz-Jackowski (1834–1905)
Henryk Jackowski, właśc. Henryk Nostitz-Jackowski (ur. 8 sierpnia 1834 w Jabłowie, zm. 6 marca 1905 w Chyrowie) – kapłan jezuita, rektor kilku kolegiów jezuickich, prowincjał jezuitów w Galicji w latach 1881-1887.

## Życiorys
Przyszedł na świat 8 sierpnia 1834 w Jabłowie. Był czwartym najmłodszym dzieckiem Jacka Jackowskiego i Konstancji z domu Grąbczewskiej. Spokrewniony z Henrykiem Nostitz-Jackowskim. Uczęszczał do gimnazjum w Braniewie, a następnie ukończył je w Chełmnie. Zdał maturę w 1853 w Gdańsku. Studiował prawo na Uniwersytecie w Berlinie, ale po 2 latach przeniósł się do Wrocławia, gdzie był słuchaczem wykładów z metodologii i prawa niemieckiego.
W 1856 rozpoczął studia teologiczne w Rzymie na Papieskim Uniwersytecie Gregoriańskim, a dokończył je w Seminarium Duchownym w Pelplinie. Otrzymał święcenia kapłańskie 7 kwietnia 1860 z rąk biskupa Jana Marwicza. 3 stycznia 1862 już jako kapłan, za zgodą swojego biskupa, wstąpił do zakonu jezuitów.
Brał udział w misjach w ziemi śremskiej. Z powodu licznych nawróceń alkoholików pod wpływem jego nauk, zyskał przydomek "młot na pijaków". W latach 1871–1878 był rektorem kolegium zakonnego w Starej Wsi. W latach 1878-79 apostołował wśród Unitów na Podlasiu, rozbitych po likwidacji unickiej diecezji chełmskiej (1875). W latach 1881–1887 był prowincjałem jezuitów w Galicji. Założyciel Misji Katolickich i Przeglądu Powszechnego. W 1883 powołał do życia, wraz z księdzem Marianem MorawskimTJ, Zakład Naukowo-Wychowawczy Ojców Jezuitów w Chyrowie nie daleko Przemyśla.